# Allium mehmetyascharii
Allium mehmetyascharii — вид квіткових рослин з підродини цибулевих (Allioideae). Ендемік Туреччини.